# Gerhard Schöpfel
Gerhard Schöpfel (Erfurt, 19 de dezembro de 1912 - Bergisch Gladbach, 17 de maio de 2003) foi um aviador militar alemão da Luftwaffe e Geschwaderkommodore durante a Segunda Guerra Mundial. Como um ás da aviação, ele é creditado com 45 vitórias aéreas conquistadas em aproximadamente 700 missões de combate, todas na Frente Ocidental.
Nascido em Erfurt, Schöpfel cresceu na República de Weimar e na Alemanha Nazi e ingressou na força policial alemã. Em 1936, ele foi transferido para a Luftwaffe e, após receber treino de pilotagem de aeronaves, foi enviado para uma asa de caça. Em setembro de 1939, Schöpfel tornou-se líder de esquadrão na Jagdgeschwader 26 "Schlageter" (JG 26). Prestando serviço nesta asa, Schöpfel conquistou a sua primeira vitória aérea no dia 19 de maio de 1940 durante a Batalha da França. Em agosto de 1941, ele recebeu o comando do III. Gruppe da JG 26. Durante a Batalha da Grã-Bretanha, ele recebeu a Cruz de Cavaleiro da Cruz de Ferro em 11 de setembro pelas 20 vitórias aéreas. Em dezembro de 1941, Schöpfel foi nomeado Geschwaderkommodore (comandante de asa) da JG 26, cargo que ocupou até janeiro de 1943.
Schöpfel então ocupou vários cargos na equipa da Jagdfliegerführer Bretagne, Jagdfliegerführer Sizilien e Jagdfliegerführer Norwegen. Em maio de 1944, ele foi enviado para a Jagdgeschwader 54 (JG 54) e em junho recebeu o comando da Jagdgeschwader 4 (JG 4). Em abril de 1945, foi nomeado comandante da Jagdgeschwader 6 (JG 6). No final da guerra, ele tornou-se num prisioneiro de guerra soviético e foi libertado em dezembro de 1949. Schöpfel morreu em 15 de maio de 2003 em Bergisch Gladbach.